# آن در گرین گیبلز (فیلم ۱۹۱۹)
آن در گرین گیبلز (انگلیسی: Anne of Green Gables) فیلمی در ژانر کمدی-درام به کارگردانی ویلیام دزموند تیلور است که در سال ۱۹۱۹ منتشر شد. از بازیگران آن می‌توان به ماری مایلز مینتر، پال کلی، و آلبرت هکت اشاره کرد.